# Alocoderus machatschkei
Alocoderus machatschkei är en skalbaggsart som beskrevs av Vladimir Balthasar 1960. Alocoderus machatschkei ingår i släktet Alocoderus och familjen Aphodiidae. Inga underarter finns listade i Catalogue of Life.